# 平尾昌晃 マイソングマイウェイ
『平尾昌晃 マイソングマイウェイ』（ひらおまさあき マイソングマイウェイ）は、1994年7月2日から2002年9月までTBSラジオにて放送されたトーク番組。パーソナリティは歌手・作曲家の平尾昌晃。
スポンサーは開始から1998年3月まで三菱石油（現・ENEOS）、1998年4月から最終回まではペイントハウス（後のティエムシー）の一社提供だった。

## 概要
平尾昌晃がオープニングテーマをピアノの伴奏で「I'm on your site. いつのときもー I'm on your site. いつのひまでもー」と歌い、オープニングトーク。中盤ではゲストを迎えてトーク。その後は、ピアニストとのトークで聴取者からのリクエストで平尾が歌う「マイソング」のコーナーだった。

## 放送時間
- 1994年7月 - 1995年3月　土曜16:05～16:35（『高橋進の土曜夕刊TBS』内）
- 1995年4月 - 1996年3月　土曜16:15～16:45
- 1996年4月 - 2001年3月　土曜16:30～17:00
- 2001年4月 - 2001年9月　日曜23:00～23:30
- 2001年10月 - 2002年9月　日曜22:30～23:00